# Murum
Murum is een nagar panchayat (plaats) in het district Osmanabad van de Indiase staat Maharashtra. 

## Demografie
Volgens de Indiase volkstelling van 2001 wonen er 17.232 mensen in Murum, waarvan 51% mannelijk en 49% vrouwelijk is. De plaats heeft een alfabetiseringsgraad van 63%. 